# MageKnight
MageKnight er et miniature krigsspil. Det er et klassisk miniature spil men ikke helt på samme måde som f.eks. Warhammer. Spillet er lavet af WizKids.

## Figurer
Figurene i MageKnight er fantasifulde skabninger fra eventyr og andet. Der er ork, drager, elver, skeletter og meget mere.

## Sets
- Mage Knight
- Dark Riders
- Sorcery
- Omens
- Nexus
- Rebellion
- Lancers
- Dungeons
- Whirlwind
- Unlimited
- MK Sinister
- Minions
- Pyramid
- Uprising
- Dragons Gate
- Heroic Quests
- Conquest
- Titans
- Holiday 2001

## Factions
- Atlantean Empire
- Black Powder Revolutionaries
- Dark Crusaders
- Draconum
- Elemental Freeholds
- Elven Lords
- Orc Khans
- Shyft
- Solonavi
- Atlantis Guild
- Black Powder Rebels
- Elemental League
- Heroes
- Knights Immortal
- Mage Spawn
- Necropolis Sect
- Orc Raiders
- Apocalypse

## Holiday faction
- Claus

## Links
- MageKnight Arkiveret 17. januar 2008 hos  Wayback Machine